# قصور، کامرون
قُصور (به لاتین: Kousséri) شهری در منطقه شمال دور کشور کامرون است. قصور ۸۹٬۱۲۳ نفر جمعیت دارد و ۲۷۱ متر بالاتر از سطح دریا واقع شده‌است.
نام این شهر از زبان عربی گرفته شده و به معنی «کاخ‌ها» است. در زبان بومی منطقه یعنی زبان مسر این شهر مسر نامیده می‌شود و با همین نام هم بنیاد شده بود.
شهر قصور در مرز کامرون با چاد قرار دارد و رود شاری آن را از انجامنا، پایتخت چاد جدا می‌کند.
قصور بازارگاه منطقه است. بیشتر ساکنان آن عرب هستند که بسیاری از آنها از چاد به اینجا آمده‌اند. ورود پناهندگان باعث افزایش زیاد جمعیت قصور شده است.